# Mulhim
Mulhim (Malham) fou emir libanès del Xuf de la família dels Banu Man.
Quan el seu oncle Fakhr al-Din II va fugir davant els otomans, i després fou fet presoner amb els seus fills, es va fer amb la successió temporal al Xuf (rerepaís de Sidó) i dependències (el Gharb, el Djud i el Matn, rerepaís de Beirut) el 1634, que va esdevenir definitiva quan Fakhr al-Din II fou executat junt amb un fill i l'altra va passar al servei dels otomans. Li va disputar la successió una altra branca de la nissaga, els Alam al-Din.
Mulhim va arribar diverses vegades a ser sandjakbegi de Safad que incluia Sidó i Beirut) i també fou sandjakbegi de Batrun (rerepaís de Trípoli del Líban). Va morir el 1658 i el va succeir el seu fill Ahmad ibn Mulhim.